# Egbertus Gerrit Gaarlandt
Egbertus Gerrit Gaarlandt (Groningen, 12 juni 1880 – Gouda, 28 augustus 1938) was burgemeester van Gouda.

## Militaire loopbaan
Gaarlandt werd geboren als zoon van de wijnhandelaar Carel Hendrik Gaarlandt en Saakje van der Voort. Hij volgde de Koninklijke Militaire Academie en werd in augustus 1902 benoemd tot tweede luitenant voor het wapen der infanterie van het Indische leger. Hij werd vervolgens eerst à la suite geplaatst bij het Koloniaal Werfdepot en per 1 oktober gedetacheerd bij de normaal schietschool. Op 18 april 1903 vertrok hij per stoomschip Merapi naar Padang, waar hij werd ingedeeld bij het vierde bataljon. Gaarlandt werd overgeplaatst naar Atjeh en Onderhorigheden, waarheen hij vertrok per stoomschip Camphuijs; aldaar werd hij in oktober ingedeeld bij het tweede garnizoensbataljon te Kota Radja. In november 1904 viel een patrouille onder bevel van Gaarlandt ter sterkte van 100 man boven Tadoe in een hinderlaag. Twee marechaussees en twee dwangarbeiders sneuvelden, acht minderen en twee dwangarbeiders raakten gewond. In juni 1905 werd Gaarlandt overgeplaatst bij het twaalfde bataljon infanterie en het jaar daarop (juni) bevorderd tot eerste luitenant. Nog datzelfde jaar raakten hij en eerste luitenant G.F.B. Watrin zwaargewond tijdens de krijgsverrichtingen op Atjeh. Gaarlandt werd geëvacueerd van Atjeh naar Batavia en ter nadere indeling geplaatst bij het subsistentenkader aldaar. Hierna werd hij overgebracht naar het depotbataljon te Buitenzorg; met ingang van 3 november 1906 verliet hij op zijn aanvraag de militaire dienst met eervol ontslag wegens ongeschiktheid voor alle militaire diensten.

## Burgerlijke loopbaan
Gaarlandt trouwde op 24 oktober 1907 met Hermina Johanna Maria de Kat (1879-1950), lid van de familie De Kat. Hij werd in 1911 benoemd tot burgemeester van Texel en in 1915 tot burgemeester van Gorinchem. In 1927 volgde zijn benoeming tot burgemeester van Gouda. Deze functie vervulde hij tot aan zijn overlijden in 1938. Tijdens zijn burgemeesterschap van Gouda had de stad zeer te lijden onder de gevolgen van de economische crisis. Ook de opkomst van de NSB in Gouda vergde veel van zijn bestuurlijke bekwaamheden. Door middel van een colportageverbod wist hij in 1933 de openbare orde te handhaven en rellen tot een minimum te beperken.
Zijn zoon Karel Hendrik Gaarlandt was o.a. burgemeester van Gasselte en Emmen en commissaris van de Koningin in Drenthe. Zijn kleinzoon Jan Geurt Gaarlandt, die publiceert onder het pseudoniem Otto de Kat, liet zich voor zijn roman Bericht uit Berlijn inspireren door het type bestuurders dat zijn familie voortbracht.

## Trivia
- In Gorinchem is de Burgemeester Gaarlandtstraat naar hem genoemd.
- In Gouda is (in 1941) de Burgemeester Gaarlandtsingel naar hem genoemd.

- International Standard Name Identifier: 0000 0004 3636 2097
- Nederlandse Thesaurus van Auteursnamen: 370675606
- Virtual International Authority File: 309883378
- WorldCat: E39PBJdrBPpR43fWCkjGf669Xd